# 圣马丁岛

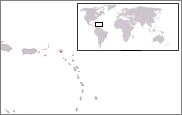

圣马丁岛（荷兰语：Sint Maarten；法语：Saint-Martin）是位于加勒比海东北部的一个島嶼。圣马丁岛面积仅88km²，却分属于荷兰和法国两个国家，其南部属于荷蘭的構成國荷屬聖馬丁，北部则為一法國海外集體法屬聖馬丁，為歐盟外延地區。截至2009年，圣马丁岛法国部分面积53.20km²，人口36,824，主要的城镇为马里戈；荷兰部分面积34km²，人口40,917，主要的城镇为菲利普斯堡。

## 歷史
哥倫布在1493年的第二次橫渡大西洋時首次見到該島，並以當日11月11日的主保聖人都爾的聖瑪爾定命名該島，是為「Isla de San Martín」。雖然哥倫布宣稱此地為西班牙領地，但他從沒在此登陸，而西班牙也不急於在此建立殖民地。
相反法国和荷兰則覬覦此島：法國欲要殖民百慕大至特立尼达岛之間的島嶼，而荷蘭則發現聖馬丁島可以作為巴西和新阿姆斯特丹（今日的纽约）兩塊殖民地航線的中途補給站。荷蘭人輕易在1631年設立定居點，並建立了阿姆斯特丹堡抵禦入侵者，荷兰东印度公司開始在島上經營鹽礦。法國和英国人也紛紛在島上設立定居點，令西班牙人發覺聖馬丁很搶手。西班牙藉八十年戰爭在1633年一舉攻佔全島，並將其他國家的殖民驅逐。
荷蘭人此後發動數次攻勢企圖奪回該島未遂，直至1648年八十年戰爭結束，西班牙承認荷蘭獨立，並因無法盈利且無需在加勒比海的海軍基地而放棄聖馬丁島，法荷兩國的殖民者分別自圣基茨岛和圣尤斯特歇斯岛回到島上。雙方經過數輪衝突，發覺都無法將對方驅離該島，因此在1648年在島上的協和峰簽署和約，瓜分聖馬丁島，而法國更在該島對開海域部署海軍軍艦，以恐嚇荷蘭人給予他們更多土地。但和約簽署過後至1816年，法荷兩軍在島上依然衝突不斷，更曾修界16次，更因法荷兩國數次和英國交戰，而導致全島被英軍佔領。而現時的劃界在1816年成形，法佔區54平方公里，荷佔區41平方公里。
西班牙人最先將黑奴帶到聖馬丁島，但人數直至島上出現棉花、烟草和甘蔗種植園，奴隸人數才急劇上升，並超越奴隸主的人數。由於受到殘酷對待，奴隸們曾發動叛亂，而壓倒性的人數優勢令奴隸主無法忽視，法屬聖馬丁在1848年7月12日廢除奴隸制，荷佔區在15年後也廢除了。

## 參见
- 荷屬聖馬丁
- 法屬聖馬丁
- 圣马丁统一